# Carta Olímpica
A Carta Olímpica, atualizada pela última vez em 9 de setembro de 2013 é um conjunto de regras e guias para a organização dos Jogos Olímpicos, e para o comando do Movimento Olímpico. Adotada pelo Comitê Olímpico Internacional, é o código dos Princípios Fundamentais, Regras e Estatutos. Francês e inglês são as línguas oficiais da Carta. Entretanto, durante reuniões do COI, a carta é traduzida para alemão, espanhol, russo e árabe. Se, em algum momento, houver discrepância entre as versões, a versão da língua francesa prevalece.

## Propósito da Carta Olímpica
Através da história dos Jogos Olímpicos, a Carta Olímpica tem frequentemente decidido controvérsias. Como expresso na sua introdução, a Carta possui três propósitos principais:
- Estabelecer princípios e valores do Olimpismo;
- Servir como código do COI;
- Definir direitos e obrigações dos três constituintes principais do Movimento Olímpico: o COI, as Federações Internacionais e os Comitês Olímpicos Nacionais, e o Comitê Organizador de cada edição dos Jogos.

## Componentes Principais da Carta Olímpica
Com cinco capítulos e sessenta e um artigos, a Carta Olímpica define com detalhes regras e guias. Os artigos destacam e sumarizam os itens considerados mais importantes para a administração dos Jogos, do Movimento Olímpico e de seus três componentes principais.

### Capítulo 1: O Movimento Olímpico e suas ações
- Artigo 2: A missão do COI é promover o Olimpismo pelo mundo e liderar o Movimento Olímpico. Isso inclui apoiar a ética no desporto, encorajar a participação esportiva, assegurar a realização dos Jogos Olímpicos de acordo com a agenda determinada, liderar a luta contra o doping, se opor a abusos políticos e comerciais sobre os atletas, promover um bom legado para as cidades-sede dos Jogos, proteger o Movimento Olímpico, além de apoiar o desenvolvimento do esporte.
- Artigo 6: Os Jogos Olímpicos são uma competição entre atletas em eventos individuais ou coletivos, e não uma competição entre países. Os Jogos Olímpicos consistem em Jogos da Olimpíada e Jogos Olímpicos de Inverno. Apenas são considerados desportos de inverno aqueles que se pratiquem na neve ou no gelo.

Nota: Texto de Aplicação da Regra 6: Uma Olimpíada é um período de quatro anos civis consecutivos, com início no primeiro dia de janeiro do primeiro ano e fim no trigésimo primeiro dia de dezembro do quarto ano
- Artigo 8: O símbolo olímpico é formado por cinco aros interligados entre si, com as cores (da esquerda para a direita) azul, preto e vermelho na parte de cima, amarelo e verde na parte de baixo.[2]

### Capítulo 2: O Comitê Olímpico Internacional
- Artigo 15: O Comitê Olímpico Internacional é uma organização não-governamental de duração ilimitada, na forma de associação com personalidade jurídica, e reconhecida pelo Conselho Federal suíço.
- Artigo 17: Os poderes do COI são exercidos pelos seguintes órgãos: a Assembleia, o Conselho Executivo e o Presidente.
- Artigo 19: O Conselho Executivo do COI é composto pelo Presidente, por quatro vice-presidentes e por outros dez membros. A escolha destes membros deve refletir a composição da Assembleia. O Conselho assume a responsabilidade sobre a administração do COI e o gerenciamento de seus negócios.

### Capítulo 3: As Federações Internacionais
O Capítulo 3 trata do papel das Federações Internacionais no Movimento Olímpico. As Federações são organizações não-governamentais internacionais que administram os esportes no nível mundial e acompanham as organizações que administram os esportes no nível nacional. Para cada esporte que faz parte dos Jogos Olímpicos deve haver uma Federação. Essas Federações trabalham para assegurar o desenvolvimento dos esportes de acordo com a Carta e com o Espírito Olímpico. Com experiência técnica no seu esporte, a Federação controla a organização do esporte nos Jogos (o modo de disputa, a qualificação, a sede etc.).

### Capítulo 4: Os Comitês Olímpicos Nacionais
- Artigo 28: A missão dos Comitês Olímpicos Nacionais é desenvolver, promover e proteger o Movimento Olímpico nos seus respectivos países. O papel dos CONs em cada país é promover o Olimpismo, assegurar a observância da Carta Olímpica e encorajar a ética e o desenvolvimento do esporte. Eles são responsáveis pela representação de seu país nos Jogos e pela cooperação com governos e entidades não-governamentais durante os Jogos.

### Capítulo 5: Os Jogos Olímpicos
Esse capítulo se refere à celebração dos Jogos Olímpicos, à eleição da cidade-sede, a quais esportes compõem o programa dos Jogos, à cobertura da imprensa, à propaganda, entre outros assuntos.
Além disso, a Seção 3 do capítulo discute o protocolo aplicado às funções olímpicas nos eventos. Isso inclui as regras de uso da Bandeira Olímpica, da chama e das cerimônias de abertura e encerramento.